# Plassac-Rouffiac
Plassac-Rouffiac és un municipi francès situat al departament del Charente i a la regió de la Nova Aquitània. L'any 2007 tenia 343 habitants.

## Demografia

### Població
El 2007 la població de fet de Plassac-Rouffiac era de 343 persones. Hi havia 128 famílies de les quals 28 eren unipersonals (20 homes vivint sols i 8 dones vivint soles), 44 parelles sense fills, 48 parelles amb fills i 8 famílies monoparentals amb fills.
La població ha evolucionat segons el següent gràfic:
Habitants censats

### Habitatges
El 2007 hi havia 157 habitatges, 135 eren l'habitatge principal de la família, 10 eren segones residències i 12 estaven desocupats. 151 eren cases i 6 eren apartaments. Dels 135 habitatges principals, 112 estaven ocupats pels seus propietaris, 17 estaven llogats i ocupats pels llogaters i 6 estaven cedits a títol gratuït; 5 tenien dues cambres, 13 en tenien tres, 34 en tenien quatre i 83 en tenien cinc o més. 128 habitatges disposaven pel capbaix d'una plaça de pàrquing. A 51 habitatges hi havia un automòbil i a 79 n'hi havia dos o més.

### Piràmide de població
La piràmide de població per edats i sexe el 2009 era:
| Homes | Edats   | Dones |
| ----- | ------- | ----- |
| 0     | 95 o +  | 0     |
| 0     | 90 a 94 | 0     |
| 0     | 85 a 89 | 0     |
| 0     | 80 a 84 | 0     |
| 12    | 75 a 79 | 0     |
| 8     | 70 a 74 | 4     |
| 12    | 65 a 69 | 12    |
| 8     | 60 a 64 | 8     |
| 8     | 55 a 59 | 12    |
| 8     | 50 a 54 | 16    |
| 12    | 45 a 49 | 4     |
| 20    | 40 a 44 | 4     |
| 8     | 35 a 39 | 16    |
| 12    | 30 a 34 | 8     |
| 4     | 25 a 29 | 20    |
| 4     | 20 a 24 | 4     |
| 16    | 15 a 19 | 16    |
| 4     | 10 a 14 | 4     |
| 0     | 5 a 9   | 12    |
| 12    | 0 a 4   | 4     |

## Economia
El 2007 la població en edat de treballar era de 220 persones, 165 eren actives i 55 eren inactives. De les 165 persones actives 154 estaven ocupades (88 homes i 66 dones) i 11 estaven aturades (4 homes i 7 dones). De les 55 persones inactives 20 estaven jubilades, 21 estaven estudiant i 14 estaven classificades com a «altres inactius».

### Ingressos
El 2009 a Plassac-Rouffiac hi havia 141 unitats fiscals que integraven 369 persones, la mediana anual d'ingressos fiscals per persona era de 17.127 €.

### Activitats econòmiques
Dels 7 establiments que hi havia el 2007, 2 eren d'empreses de construcció, 3 d'empreses de comerç i reparació d'automòbils i 2 d'empreses de transport.
L'únic servei als particulars que hi havia el 2009 era una fusteria.
L'any 2000 a Plassac-Rouffiac hi havia 21 explotacions agrícoles que ocupaven un total de 888 hectàrees.

## Equipaments sanitaris i escolars
El 2009 hi havia una escola elemental integrada dins d'un grup escolar amb les comunes properes formant una escola dispersa.

## Poblacions més properes
El següent diagrama mostra les poblacions més properes.